# DOMO (zuivelcoöperatie)
DOMO was een van oorsprong Drentse zuivelcoöperatie. De organisatie werd in 1938 opgericht als Drentse OnderMelk-Organisatie door de Drentse Zuivelbond (1897), een verbond van coöperatieve Drentse zuivelfabrieken. Het doel van deze nieuw opgerichte organisatie was om van de overtollige ondermelk af te komen door deze te verwerken tot onder meer melkpoeder. Deze 'ondermelkplas' was mede ontstaan door een afnemende behoefte aan ondermelk als veevoeder. In 1983 fuseerde DOMO met Frico, waarna verdere fusies volgden met als voorlopig eindresultaat FrieslandCampina.
Binnen FrieslandCampina leeft de naam Domo voort. FrieslandCampina Domo is een werkmaatschappij die producten produceert zoals melkproteïnes zoals caseïne, wei maar ook lactose, galacto-oligosacharide, melkvet, creamer, kalvermelk voor specifieke toepassingen in de kindervoeding (flesvoeding), medische voeding, sportvoeding en celvoeding maar ook voor "gewone" voeding en diervoeding. Domo heeft vier fabrieken in Nederland. Deze staan in Bedum, Beilen, Borculo en Workum. Een vijfde fabriek is in de Verenigde Staten te vinden, in Delhi (New York).